# Cornus eydeana
Cornus eydeana — вид квіткових рослин із родини деренових (Cornaceae).

## Морфологічна характеристика
Новий вид нагадує інші види дерену тим, що має зонтикоподібні суцвіття, укріплені двома парами лускоподібних приквітків, і плоди з кісточками, заповненими порожнинами. Однак він відрізняється від них наступним поєднанням ознак: вічнозеленим способом життя, шкірястим листям з трьома-чотирма вторинними жилками і густоквітковими, довгими черешковими суцвіттями з ідеальними квітками. Морфологічно вид виглядає найбільш схожим на африканський вид C. volkensii Harms, але морфологія пилку та географічний розподіл свідчать про більшу спорідненість з євразійськими видами.

## Середовище проживання
Юньнань.